# Persone di cognome James
| Questa pagina contiene informazioni ricavate automaticamente dalle voci biografiche con l'ausilio del template Bio e di un bot. L'aggiornamento è periodico e automatico e ricostruisce completamente la pagina. Se manca una persona in questa lista, sei pregato di non aggiungerla, ma accertati piuttosto che la sua voce biografica contenga il template Bio e che i dati anagrafici siano correttamente compilati. Se il template Bio manca, inseriscilo tu stesso o, in alternativa, metti l'avviso {{tmp\|Bio}} che ne segnala la mancanza. Se i dati riportati sono sbagliati, correggi direttamente la voce biografica; le modifiche saranno visibili in questa lista entro pochi giorni. Per chiarimenti vedi il progetto antroponimi. La lista contiene solo le 170 persone che sono citate nell'enciclopedia e per le quali è stato implementato correttamente il template Bio. Pagina aggiornata al 23 lug 2025. |

Questa è una lista di persone presenti nell'enciclopedia che hanno il cognome James, suddivise per attività principale.

## Allenatori di calcio(2)
- David James, allenatore di calcio e ex calciatore inglese (Welwyn Garden City, n. 1970)
- Paul John James, allenatore di calcio e ex calciatore canadese (Cardiff, n. 1963)

## Ammiragli(1)
- William Milbourne James, ammiraglio britannico (Hartley Wintney, n. 1881 - Elie ed Earlsferry, † 1973)

## Architetti(1)
- John James, architetto inglese (Basingstoke - Greenwich, † 1746)

## Arcivescovi cattolici(1)
- Jean-Paul James, arcivescovo cattolico francese (Rennes, n. 1952)

## Atlete paralimpiche(1)
- Sandra James, atleta paralimpica, nuotatrice e tennistavolista zimbabwese

## Attori(21)
- Anthony James, attore statunitense (Myrtle Beach, n. 1942 - Cambridge, † 2020)
- Austin James, attore statunitense (Ocala, n. 1994)
- Barry James, attore inglese
- Bradley James, attore britannico (Exeter, n. 1983)
- Brion James, attore statunitense (Redlands, n. 1945 - Malibù, † 1999)
- Bryton James, attore e cantante statunitense (Lakewood, n. 1986)
- Clifton James, attore statunitense (Spokane, n. 1920 - Gladstone, † 2017)
- Colton James, attore statunitense (n. 1988)
- Gladden James, attore statunitense (Zanesville, n. 1888 - Hollywood, † 1948)
- Jesse James, attore statunitense (Palm Springs, n. 1989)
- Lennie James, attore britannico (Nottingham, n. 1965)
- Liam James, attore canadese (Vancouver, n. 1996)
- Oliver James, attore e musicista britannico (Ottershaw, n. 1980)
- Oscar James, attore trinidadiano (Trinidad, n. 1942)
- Paul James, attore statunitense (Washington, n. 1981)
- Peter James, attore e regista teatrale britannico (Regno Unito, n. 1940 - † 2025)
- Peter Francis James, attore e doppiatore statunitense (Chicago, n. 1956)
- Ralph James, attore statunitense (Los Angeles County, n. 1924 - Beverly Hills, † 1992)
- Stephan James, attore canadese (Toronto, n. 1993)
- Steve James, attore statunitense (New York, n. 1952 - Burbank, † 1993)
- Taylor James, attore britannico (Sevenoaks, n. 1980)

## Attrici(4)
- Geraldine James, attrice britannica (Maidenhead, n. 1950)
- Nikki M. James, attrice e cantante statunitense (Summit, n. 1981)
- Pell James, attrice statunitense (Virginia, n. 1977)
- Tara Lynne O'Neill, attrice britannica (Belfast, n. 1975)

## Attrici pornografiche(4)
- Kendra James, attrice pornografica statunitense (Fort Lauderdale, n. 1981)
- Kenna James, attrice pornografica statunitense (Evansville, n. 1995)
- Nikita Von James, ex attrice pornografica russa (Smolensk, n. 1977)
- Tanya James, ex attrice pornografica statunitense (Riverside, n. 1983)

## Aviatori(1)
- Mansell Richard James, aviatore canadese (Leamington, n. 1893 - Nuova Inghilterra, † 1919)

## Avvocate(1)
- Letitia James, avvocato e politica statunitense (New York City, n. 1958)

## Avvocati(1)
- Henry James, I barone James, avvocato e politico inglese (n. 1828 - † 1911)

## Bassi-baritoni(1)
- Zachary James, basso-baritono e attore teatrale statunitense (Providence, n. 1981)

## Bassisti(2)
- Alex James, bassista britannico (Boscombe, n. 1968)
- Tony James, bassista e chitarrista britannico (Shepherd's Bush, n. 1958)

## Batteristi(2)
- Harry James, batterista britannico (Beckenham, n. 1960)
- Johanne James, batterista, compositore e produttore discografico britannico (Londra, n. 1960)

## Calciatori(20)
- Alex James, calciatore scozzese (Mossend, n. 1901 - Londra, † 1953)
- Chris James, ex calciatore neozelandese (Wellington, n. 1987)
- Daniel James, calciatore gallese (Kingston upon Hull, n. 1997)
- Dean James, calciatore olandese (Leida, n. 2000)
- Dwayne James, calciatore trinidadiano (n. 1992)
- Jason James, calciatore grenadino (n. 1982)
- Jordan James, calciatore inglese (Hereford, n. 2004)
- Julius James, ex calciatore trinidadiano (Maloney Gardens, n. 1984)
- Leighton James, calciatore e allenatore di calcio gallese (Swansea, n. 1953 - Swansea, † 2024)
- Leke James, calciatore nigeriano (Kaduna, n. 1992)
- Lloyd James, calciatore gallese (Bristol, n. 1988)
- Luky James, calciatore nigerino (n. 1992)
- Manjrekar James, calciatore dominicense (Roseau, n. 1993)
- Marlon James, ex calciatore sanvincentino (Kingstown, n. 1976)
- Matty James, calciatore inglese (Bacup, n. 1991)
- Monday James, ex calciatore nigeriano (Lagos, n. 1986)
- Nathaniel James, calciatore trinidadiano (Port of Spain, n. 2004)
- Reece James, calciatore inglese (Londra, n. 1999)
- Robbie James, calciatore gallese (Swansea, n. 1957 - Llanelli, † 1998)
- Steven James, ex calciatore inglese (Coseley, n. 1949)

## Calciatrici(2)
- Angharad James, calciatrice gallese (Haverfordwest, n. 1994)
- Lauren James, calciatrice britannica (Londra, n. 2001)

## Canottieri(1)
- Tom James, canottiere britannico (Cardiff, n. 1984)

## Cantanti(4)
- Duncan James, cantante e conduttore televisivo britannico (Salisbury, n. 1978)
- José James, cantante statunitense (Minneapolis, n. 1978)
- Kaz James, cantante e disc jockey australiano (Perth, n. 1982)
- Leela James, cantante statunitense (Los Angeles, n. 1983)

## Cantautori(2)
- Nate James, cantautore britannico (Lakenheath, n. 1979)
- Sylvester, cantautore statunitense (Los Angeles, n. 1947 - Oakland, † 1988)

## Cantautrici(2)
- Morgan James, cantautrice e attrice statunitense (Boise, n. 1981)
- Wendy James, cantautrice britannica (Londra, n. 1966)

## Cestiste(2)
- Kai James, cestista statunitense (West Palm Beach, n. 1995)
- Tamara James, ex cestista e politica statunitense (Dania Beach, n. 1984)

## Cestisti(20)
- Billy James, ex cestista statunitense (n. 1950)
- Gene James, cestista e allenatore di pallacanestro statunitense (Ironton, n. 1925 - Sarasota, † 1997)
- Ken James, ex cestista australiano (Curwensville, n. 1945)
- Mike James, ex cestista statunitense (Copiague, n. 1975)
- Mike James, cestista statunitense (Portland, n. 1990)
- Aaron James, ex cestista e allenatore di pallacanestro statunitense (New Orleans, n. 1952)
- Bernard James, ex cestista statunitense (Savannah, n. 1985)
- Bryce James, cestista statunitense (Cuyahoga Falls, n. 2007)
- Christian James, cestista statunitense (Houston, n. 1996)
- Damion James, ex cestista statunitense (Hobbs, n. 1987)
- Delroy James, cestista guyanese (n. 1987)
- Dominic James, ex cestista statunitense (Richmond, n. 1986)
- Henry James, ex cestista statunitense (Centreville, n. 1965)
- Jerome James, ex cestista statunitense (Tampa, n. 1975)
- Josiah James, cestista statunitense (Charleston, n. 2000)
- Justin James, cestista statunitense (Port St. Lucie, n. 1997)
- Juwann James, cestista statunitense (Waycross, n. 1987)
- Ra'Shad James, cestista statunitense (White Plains, n. 1990)
- Shawn James, ex cestista guyanese (n. 1983)
- Tim James, ex cestista e allenatore di pallacanestro statunitense (Miami, n. 1976)

## Chitarristi(2)
- Brian James, chitarrista britannico (Londra, n. 1955 - † 2025)
- Skip James, chitarrista e pianista statunitense (Bentonia, n. 1902 - Filadelfia, † 1969)

## Comiche(1)
- Janelle James, comica e attrice statunitense (Saint Thomas, n. 1979)

## Editori musicali(1)
- Dick James, editore musicale e produttore discografico britannico (Londra, n. 1920 - Londra, † 1986)

## Fisici(1)
- Reginald James, fisico e esploratore britannico (Raddington, n. 1891 - Città del Capo, † 1964)

## Giocatori di football americano(14)
- Andre James, giocatore di football americano statunitense (Herriman, n. 1997)
- Andrew James, ex giocatore di football americano francese
- Bradie James, giocatore di football americano statunitense (Monroe, n. 1981)
- Chris James, ex giocatore di football americano statunitense
- Cory James, giocatore di football americano statunitense (Del Rio, n. 1993)
- D.J. James, giocatore di football americano statunitense (n. 2001)
- Edgerrin James, ex giocatore di football americano statunitense (Immokalee, n. 1978)
- Ja'Wuan James, giocatore di football americano statunitense (Atlanta, n. 1992)
- Jesse James, giocatore di football americano statunitense (McKeesport, n. 1994)
- LaMichael James, giocatore di football americano statunitense (New Boston, n. 1989)
- Mike James, giocatore di football americano statunitense (Haines City, n. 1989)
- Richie James, giocatore di football americano statunitense (Sarasota, n. 1995)
- Roland James, ex giocatore di football americano statunitense (Xenia, n. 1958)
- William James, giocatore di football americano svedese (n. 1991)

## Giornalisti(1)
- Clive James, giornalista, scrittore e conduttore televisivo australiano (Sydney, n. 1939 - Cambridge, † 2019)

## Golfisti(1)
- Mark James, golfista inglese (Manchester, n. 1953)

## Hacker(1)
- Jonathan James, hacker statunitense (Pinecrest, n. 1983 - Pinecrest, † 2008)

## Lunghisti(1)
- Ian James, ex lunghista canadese (Port of Spain, n. 1963)

## Mecenati(1)
- Edward James, mecenate e poeta britannico (West Dean, n. 1907 - Sanremo, † 1984)

## Medici(1)
- Robert James, medico inglese (Kinvaston, n. 1703 - Londra, † 1776)

## Militari(1)
- George S. James, militare statunitense (Contea di Laurens, n. 1829 - Battaglia di South Mountain, † 1862)

## Musicisti(2)
- Aphex Twin, musicista e disc jockey britannico (Limerick, n. 1971)
- Elmore James, musicista e compositore statunitense (Richland, n. 1918 - Chicago, † 1963)

## Nuotatrici(1)
- Hilda James, nuotatrice britannica (Warrington, n. 1904 - Birkenhead, † 1982)

## Pattinatrici artistiche su ghiaccio(1)
- Vanessa James, pattinatrice artistica su ghiaccio canadese (Scarborough, n. 1987)

## Personaggi televisivi(1)
- Ami James, personaggio televisivo statunitense (Sharm el-Sheikh, n. 1972)

## Pianisti(1)
- Bob James, pianista, arrangiatore e compositore statunitense (Marshall, n. 1939)

## Pistard(2)
- Kirstie James, ex pistard neozelandese (Auckland, n. 1989)
- Rebecca James, ex pistard britannica (Abergavenny, n. 1991)

## Politiche(1)
- Diane James, politica britannica (Bedford, n. 1959)

## Politici(4)
- Craig T. James, politico statunitense (Augusta, n. 1941)
- John James, politico statunitense (Southfield, n. 1981)
- Stanislaus A. James, politico santaluciano (Soufrière, n. 1919 - † 2011)
- Thomas Lemuel James, politico statunitense (Utica, n. 1831 - † 1916)

## Psicologi(1)
- William James, psicologo e filosofo statunitense (New York, n. 1842 - Tamworth, † 1910)

## Rapper(1)
- Juelz Santana, rapper statunitense (New York, n. 1982)

## Registi(2)
- Alan James, regista e sceneggiatore statunitense (Port Townsend, n. 1890 - Hollywood, † 1952)
- Steve James, regista, sceneggiatore e montatore statunitense (Hampton, n. 1955)

## Rugbisti a 15(5)
- Butch James, ex rugbista a 15 sudafricano (Johannesburg, n. 1979)
- Carwyn James, rugbista a 15 e allenatore di rugby a 15 gallese (Cefneithin, n. 1929 - Amsterdam, † 1983)
- Dafydd James, rugbista a 15 gallese (Mufulira, n. 1975)
- Paul James, ex rugbista a 15 britannico (Neath, n. 1982)
- Steve James, ex rugbista a 15 e allenatore di rugby a 15 australiano (Sydney, n. 1960)

## Sceneggiatori(1)
- Rian James, sceneggiatore statunitense (Eagle Pass, n. 1899 - Newport Beach, † 1953)

## Scrittori(5)
- Bill James, scrittore gallese (Cardiff, n. 1929 - † 2023)
- Henry James, scrittore e critico letterario statunitense (New York, n. 1843 - Londra, † 1916)
- Marlon James, scrittore giamaicano (Kingston, n. 1970)
- M. R. James, scrittore, storico e medievista britannico (Goodnestone, n. 1862 - Eton, † 1936)
- Peter James, scrittore e produttore cinematografico britannico (Brighton, n. 1948)

## Scrittrici(4)
- Alice James, scrittrice statunitense (New York, n. 1848 - Londra, † 1892)
- Grace James, scrittrice inglese (Tokyo, n. 1882 - Roma, † 1965)
- Marie-France James, scrittrice e docente canadese (Montréal, n. 1943)
- P. D. James, scrittrice, funzionaria e politica britannica (Oxford, n. 1920 - Oxford, † 2014)

## Snowboarder(1)
- Scotty James, snowboarder australiano (Melbourne, n. 1994)

## Sollevatori(1)
- Lee James, sollevatore statunitense (Gulfport, n. 1953 - Raleigh, † 2023)

## Storici(1)
- Cyril Lionel Robert James, storico, scrittore e politico trinidadiano (Port of Spain, n. 1901 - Londra, † 1989)

## Tenniste(1)
- Freda James, tennista britannica (Nottingham, n. 1911 - † 1988)

## Tennisti(1)
- John James, ex tennista australiano (Adelaide, n. 1951)

## Trombettisti(1)
- Harry James, trombettista statunitense (Albany, n. 1916 - Las Vegas, † 1983)

## Velociste(1)
- Tiffany James, velocista giamaicana (n. 1997)

## Velocisti(2)
- Larry James, velocista e ostacolista statunitense (Mount Pleasant, n. 1947 - Galloway, † 2008)
- Kirani James, velocista grenadino (Saint George's, n. 1992)

## Wrestler(4)
- Brad Armstrong, wrestler statunitense (Marietta, n. 1962 - Kennesaw, † 2012)
- Bob Armstrong, wrestler statunitense (Marietta, n. 1939 - Pensacola, † 2020)
- Road Dogg, ex wrestler statunitense (Marietta, n. 1969)
- Mickie James, wrestler e cantante statunitense (Richmond, n. 1979)

## Senza attività specificata(3)
- Frank James, pistolero e militare statunitense (Kearney, n. 1843 - Contea di Clay, † 1915)
- Jesse James, pistolero e criminale statunitense (Kearney, n. 1847 - Saint Joseph, † 1882)
- Stephen James, effettista canadese